# Ben W. Hooper

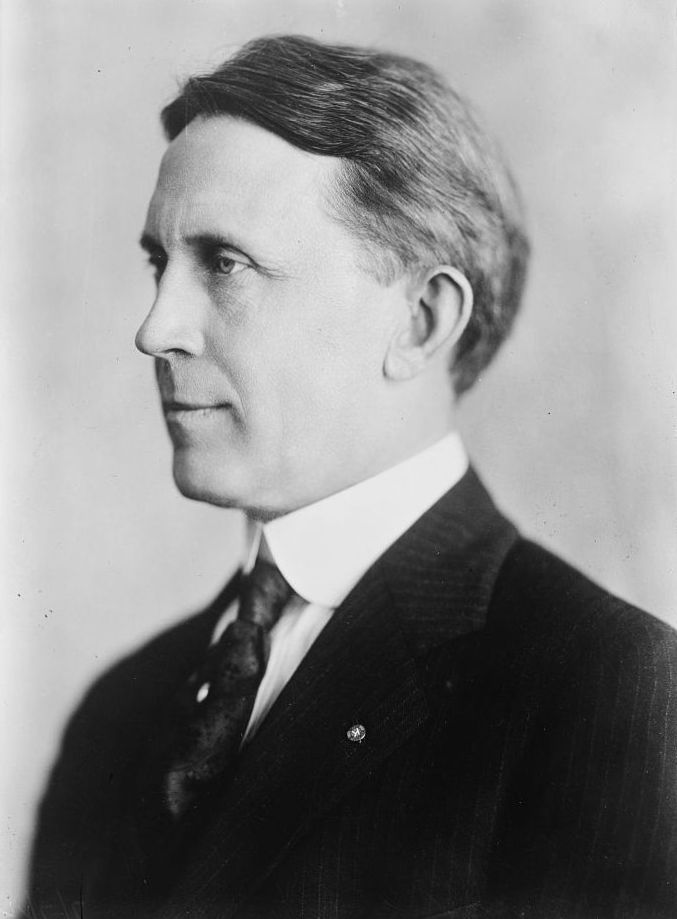
Ben W. Hooper

Ben Walter Hooper, född 13 oktober 1870 i Cocke County, Tennessee, död 18 april 1957 i Cocke County, Tennessee, var en amerikansk republikansk politiker. Han var guvernör i delstaten Tennessee 1911–1915.
Hooper studerade juridik och inledde 1894 sin karriär som advokat i Tennessee. Han deltog i spansk-amerikanska kriget. Efter kriget gifte han sig med Anna Belle Jones. Paret fick sex barn.
Hooper besegrade Alfred A. Taylor i republikanernas primärval inför 1910 års guvernörsval i Tennessee. I själva guvernörsvalet besegrade han Taylors yngre bror, demokraten Robert Love Taylor. Hooper förespråkade alkoholförbud och hade republikanerna i Tennessee bakom sig i frågan, medan demokraterna var djupt splittrade. Han omvaldes 1912 men förlorade 1914 års guvernörsval mot Thomas Clarke Rye. Demokraten Rye var också en förespråkare av alkoholförbud och lyckades neutralisera frågan i valet.
Hooper kandiderade både 1916 och 1934 till USA:s senat men förlorade båda gångerna mot demokraten Kenneth McKellar.
Hoopers grav finns på Union Cemetery i Newport, Tennessee.